# レイククリーク郡区 (アイオワ州カルフーン郡)
レイククリーク郡区 (Lake Creek Township) は、アメリカ合衆国アイオワ州カルフーン郡にある16の郡区の一つである。2000年の国勢調査で、人口は140人だった。

## 地理
レイククリーク郡区は94.1平方キロメートル（36.32平方マイル）で、組み込まれている自治体 (incorporated settlements) はない。アメリカ地質調査所によると、この郡区はLake Creekの1つの霊園が含まれる。